# Добри-Войниково
Добри-Войниково (болг. Добри Войниково) — село в Болгарии. Находится в Шуменской области, входит в общину Хитрино. Население составляет 148 человек.

## Политическая ситуация
В местном кметстве Добри-Войниково, в состав которого входит Добри-Войниково, должность кмета (старосты) исполняет Шенол Ахмед Исмаил (Движение за права и свободы (ДПС)) по результатам выборов.
Кмет (мэр) общины Хитрино — Нуридин Басри Исмаил Движение за права и свободы (ДПС)) по результатам выборов.